# Tháp Mười (xã)
Tháp Mười là một xã thuộc tỉnh Đồng Tháp, Việt Nam.

## Địa lý
Xã Tháp Mười có vị trí địa lý:
- Phía đông giáp xã Đốc Binh Kiều.
- Phía tây giáp xã Mỹ Quí.
- Phía nam giáp xã Thanh Mỹ.
- Phía bắc giáp xã Trường Xuân.

Xã Tháp Mười có diện tích tự nhiên 70,40 km², dân số năm 2025 là 44.427 người, mật độ dân số đạt 631 người/km².

## Lịch sử
Xã Tháp Mười được thành lập vào ngày 16 tháng 6 năm 2025 trên cơ sở sáp nhập toàn bộ diện tích và quy mô dân số của thị trấn Mỹ An cũ, và các xã: Mỹ An, Mỹ Hòa.
Sau sáp nhập, xã Tháp Mười có diện tích là 70,40 km², quy mô dân số là 44.427 người.